# اوسوالد یوهانسون
اوسوالد یوهانسون (انگلیسی: Osvald Johansson; ۷ اکتبر ۱۹۳۲ – ۲۰ فوریهٔ ۱۹۷۵) دوچرخه‌سوار اهل سوئد بود.